# Martine Smeets
Martine Smeets (ur. 5 maja 1990 r. w Geesterenie) – holenderska piłkarka ręczna, reprezentantka kraju, zawodniczka norweskiego klubu Molde HK, występująca na pozycji lewoskrzydłowej.

## Sukcesy reprezentacyjne
- Mistrzostwa świata:
  -  2015
  -  2017
- Mistrzostwa Europy:
  -  2016
  -  2018

## Sukcesy klubowe
- Puchar EHF:
  -  2016-2017 (SG BBM Bietigheim)
- Mistrzostwa Holandii:
  -  2010-2011, 2011-2012, 2012-2013 (SV Dalfsen)
- Puchar Holandii:
  -  2011-2012, 2012-2013 (SV Dalfsen)
- Mistrzostwa Niemiec:
  -  2013-2014, 2014-2015 (Thüringer HC), 2016-2017 (SG BBM Bietigheim)
  -  2017-2018 (SG BBM Bietigheim)
- Puchar Niemiec:
  -  2017-2018 (SG BBM Bietigheim)